# Campionato europeo femminile di pallavolo 2023
Il campionato europeo femminile di pallavolo 2023 si è svolto dal 15 agosto al 3 settembre 2023 a Bruxelles e Gand, in Belgio, a Firenze, Monza, Torino e Verona, in Italia, a Tallinn, in Estonia e a Düsseldorf, in Germania: al torneo hanno partecipato ventiquattro squadre nazionali europee e la vittoria finale è andata per la prima volta alla Turchia.

## Qualificazioni
Al torneo hanno partecipato: le quattro nazionali dei paesi organizzatori, le prime otto nazionali classificate al campionato europeo 2021 (in questo caso si è qualificata la nona classificata in quanto l'Italia, prima nella precedente edizione, è già qualificata come paese organizzatore) e dodici nazionali qualificate tramite il torneo di qualificazione.

## Impianti
|                                                                    |                                                                          |                                                                          |
|                                                                    |                                                                          |                                                                          |
| Palais 12 Città: Bruxelles Capienza: 15 000 Anno d'apertura: 1989  | Topsporthal Vlaanderen Città: Gand Capienza: 5 000 Anno d'apertura: 2000 | PalaWanny Città: Firenze Capienza: 4 000 Anno d'apertura: 2022           |
|                                                                    |                                                                          |                                                                          |
| Arena di Monza Città: Monza Capienza: 4 500 Anno d'apertura: 2003  | PalaRuffini Città: Torino Capienza: 4 446 Anno d'apertura: 1961          | Arena di Verona Città: Verona Capienza: 10 000 Anno d'apertura: I secolo |
|                                                                    |                                                                          |                                                                          |
| Saku Suurhall Città: Tallinn Capienza: 7 200 Anno d'apertura: 2001 | Burg-Wärchter Castello Città: Düsseldorf Capienza: - Anno d'apertura: -  |                                                                          |

## Regolamento

### Formula
La formula ha previsto:
- Fase a gironi, disputata con gironi all'italiana: le prime quattro classificate di ogni girone hanno acceduto alla fase finale.
- Fase finale, disputata con ottavi di finale, quarti di finale, semifinali, finale per il terzo posto e finale.

### Criteri di classifica
Se il risultato finale è stato di 3-0 o 3-1 sono stati assegnati 3 punti alla squadra vincente e 0 a quella sconfitta, se il risultato finale è stato di 3-2 sono stati assegnati 2 punti alla squadra vincente e 1 a quella sconfitta.
L'ordine del posizionamento in classifica è stato definito in base a:
- Numero di partite vinte;
- Punti;
- Ratio dei set vinti/persi;
- Ratio dei punti realizzati/subiti;
- Risultati degli scontri diretti.

## Squadre partecipanti
| Squadra              | Qualificazione                            | Ultima partecipazione                        |
| -------------------- | ----------------------------------------- | -------------------------------------------- |
| Azerbaigian          | 2ª al torneo di qualificazione (girone D) | Serbia, Croazia, Romania e Bulgaria 2021     |
| Belgio               | Paese organizzatore                       | Serbia, Croazia, Romania e Bulgaria 2021     |
| Bosnia ed Erzegovina | 1ª al torneo di qualificazione (girone F) | Serbia, Croazia, Romania e Bulgaria 2021     |
| Bulgaria             | 9ª al campionato europeo 2021             | Serbia, Croazia, Romania e Bulgaria 2021     |
| Croazia              | 2ª al torneo di qualificazione (girone A) | Serbia, Croazia, Romania e Bulgaria 2021     |
| Estonia              | Paese organizzatore                       | Turchia, Polonia, Ungheria e Slovacchia 2019 |
| Finlandia            | 2ª al torneo di qualificazione (girone B) | Serbia, Croazia, Romania e Bulgaria 2021     |
| Francia              | 7ª al campionato europeo 2021             | Serbia, Croazia, Romania e Bulgaria 2021     |
| Germania             | Paese organizzatore                       | Serbia, Croazia, Romania e Bulgaria 2021     |
| Grecia               | 2ª al torneo di qualificazione (girone F) | Serbia, Croazia, Romania e Bulgaria 2021     |
| Italia               | Paese organizzatore                       | Serbia, Croazia, Romania e Bulgaria 2021     |
| Paesi Bassi          | 4ª al campionato europeo 2021             | Serbia, Croazia, Romania e Bulgaria 2021     |
| Polonia              | 5ª al campionato europeo 2021             | Serbia, Croazia, Romania e Bulgaria 2021     |
| Rep. Ceca            | 1ª al torneo di qualificazione (girone B) | Serbia, Croazia, Romania e Bulgaria 2021     |
| Romania              | 1ª al torneo di qualificazione (girone A) | Serbia, Croazia, Romania e Bulgaria 2021     |
| Serbia               | 2ª al campionato europeo 2021             | Serbia, Croazia, Romania e Bulgaria 2021     |
| Slovacchia           | 1ª al torneo di qualificazione (girone E) | Serbia, Croazia, Romania e Bulgaria 2021     |
| Slovenia             | 1ª al torneo di qualificazione (girone D) | Turchia, Polonia, Ungheria e Slovacchia 2019 |
| Spagna               | 2ª al torneo di qualificazione (girone E) | Serbia, Croazia, Romania e Bulgaria 2021     |
| Svezia               | 8ª al campionato europeo 2021             | Serbia, Croazia, Romania e Bulgaria 2021     |
| Svizzera             | Migliore 3ª al torneo di qualificazione   | Serbia, Croazia, Romania e Bulgaria 2021     |
| Turchia              | 3ª al campionato europeo 2021             | Serbia, Croazia, Romania e Bulgaria 2021     |
| Ucraina              | 1ª al torneo di qualificazione (girone C) | Serbia, Croazia, Romania e Bulgaria 2021     |
| Ungheria             | 2ª al torneo di qualificazione (girone C) | Serbia, Croazia, Romania e Bulgaria 2021     |

## Torneo

### Fase a gironi
I gironi sono stati sorteggiati il 16 novembre 2022 al palazzo Reale di Napoli.
| Girone A | Girone B             | Girone C    | Girone D    |
| -------- | -------------------- | ----------- | ----------- |
| Belgio   | Bosnia ed Erzegovina | Azerbaigian | Estonia     |
| Polonia  | Bulgaria             | Germania    | Finlandia   |
| Serbia   | Croazia              | Grecia      | Francia     |
| Slovenia | Italia               | Rep. Ceca   | Paesi Bassi |
| Ucraina  | Romania              | Svezia      | Slovacchia  |
| Ungheria | Svizzera             | Turchia     | Spagna      |

#### Girone A

##### Risultati
| 17 agosto 2023 Topsporthal Vlaanderen, Gand Durata: 1h:21 - Spettatori: 3 596 | Ungheria | 0 - 3 | Belgio   | 16-25, 15-25, 19-25        |
| 18 agosto 2023 Topsporthal Vlaanderen, Gand Durata: 1h:11 - Spettatori: 207   | Serbia   | 3 - 0 | Ucraina  | 25-14, 25-19, 25-16        |
| 18 agosto 2023 Topsporthal Vlaanderen, Gand Durata: 1h:16 - Spettatori: 853   | Slovenia | 0 - 3 | Polonia  | 19-25, 14-25, 19-25        |
| 19 agosto 2023 Topsporthal Vlaanderen, Gand Durata: 1h:22 - Spettatori: 2 400 | Ucraina  | 3 - 0 | Ungheria | 25-17, 26-24, 25-17        |
| 19 agosto 2023 Topsporthal Vlaanderen, Gand Durata: 2h:13 - Spettatori: 4 293 | Slovenia | 1 - 3 | Belgio   | 18-25, 20-25, 25-21, 32-34 |
| 20 agosto 2023 Topsporthal Vlaanderen, Gand Durata: 1h:09 - Spettatori: 356   | Serbia   | 3 - 0 | Slovenia | 25-20, 25-11, 25-15        |
| 20 agosto 2023 Topsporthal Vlaanderen, Gand Durata: 1h:48 - Spettatori: 900   | Ungheria | 1 - 3 | Polonia  | 22-25, 12-25, 25-21, 16-25 |
| 21 agosto 2023 Topsporthal Vlaanderen, Gand Durata: 1h:39 - Spettatori: 1 706 | Polonia  | 1 - 3 | Serbia   | 25-18, 13-25, 23-25, 18-25 |
| 21 agosto 2023 Topsporthal Vlaanderen, Gand Durata: 1h:28 - Spettatori: 4 098 | Belgio   | 0 - 3 | Ucraina  | 18-25, 23-25, 23-25        |
| 22 agosto 2023 Topsporthal Vlaanderen, Gand Durata: 1h:17 - Spettatori: 913   | Slovenia | 3 - 0 | Ungheria | 25-19, 25-18, 25-16        |
| 22 agosto 2023 Topsporthal Vlaanderen, Gand Durata: 1h:34 - Spettatori: 4 534 | Belgio   | 0 - 3 | Polonia  | 22-25, 23-25, 21-25        |
| 23 agosto 2023 Topsporthal Vlaanderen, Gand Durata: 1h:56 - Spettatori: 200   | Ucraina  | 3 - 1 | Slovenia | 19-25, 25-23, 26-24, 25-17 |
| 23 agosto 2023 Topsporthal Vlaanderen, Gand Durata: 1h:34 - Spettatori: 100   | Ungheria | 1 - 3 | Serbia   | 25-21, 12-25, 14-25, 15-25 |
| 24 agosto 2023 Topsporthal Vlaanderen, Gand Durata: 1h:46 - Spettatori: 1 696 | Polonia  | 3 - 1 | Ucraina  | 25-17, 22-25, 25-17, 25-17 |
| 24 agosto 2023 Topsporthal Vlaanderen, Gand Durata: 1h:05 - Spettatori: 4 403 | Serbia   | 3 - 0 | Belgio   | 25-13, 25-13, 25-19        |

##### Classifica
| Pos. | Squadra  | Pt | G | V | P | SV | SP | Ratio | PF  | PS  | Ratio |
| ---- | -------- | -- | - | - | - | -- | -- | ----- | --- | --- | ----- |
| 1.   | Serbia   | 15 | 5 | 5 | 0 | 15 | 2  | 7,500 | 414 | 285 | 1,452 |
| 2.   | Polonia  | 12 | 5 | 4 | 1 | 13 | 5  | 2,600 | 422 | 362 | 1,165 |
| 3.   | Ucraina  | 9  | 5 | 3 | 2 | 10 | 7  | 1,428 | 371 | 383 | 0,968 |
| 4.   | Belgio   | 6  | 5 | 2 | 3 | 6  | 10 | 0,600 | 355 | 370 | 0,959 |
| 5.   | Slovenia | 3  | 5 | 1 | 4 | 5  | 12 | 0,416 | 357 | 403 | 0,885 |
| 6.   | Ungheria | 0  | 5 | 0 | 5 | 2  | 15 | 0,133 | 302 | 418 | 0,722 |

      Qualificata agli ottavi di finale.

#### Girone B

##### Risultati
| 15 agosto 2023 Arena di Verona, Verona Durata: 1h:19 - Spettatori: 8 810 | Italia               | 3 - 0 | Romania              | 25–19, 25–19, 25–15               |
| 16 agosto 2023 Arena di Monza, Monza Durata: 2h:03 - Spettatori: 753     | Svizzera             | 2 - 3 | Bosnia ed Erzegovina | 25-16, 15-25, 25-23, 17-25, 15-17 |
| 16 agosto 2023 Arena di Monza, Monza Durata: 1h:54 - Spettatori: 744     | Bulgaria             | 3 - 1 | Croazia              | 23-25, 25-23, 25-20, 25-18        |
| 17 agosto 2023 Arena di Monza, Monza Durata: 1h:53 - Spettatori: 803     | Bosnia ed Erzegovina | 1 - 3 | Bulgaria             | 20-25, 19-25, 25-19, 18-25        |
| 17 agosto 2023 Arena di Monza, Monza Durata: 1h:55 - Spettatori: 875     | Romania              | 3 - 1 | Croazia              | 25-22, 25-21, 23-25, 25-19        |
| 18 agosto 2023 Arena di Monza, Monza Durata: 2h:08 - Spettatori: 3 900   | Bosnia ed Erzegovina | 3 - 2 | Croazia              | 19-25, 25-18, 20-25, 26-24, 15-6  |
| 18 agosto 2023 Arena di Monza, Monza Durata: 1h:14 - Spettatori: 4 500   | Italia               | 3 - 0 | Svizzera             | 25-14, 25-19, 25-13               |
| 19 agosto 2023 Arena di Monza, Monza Durata: 2h:09 - Spettatori: 3 600   | Romania              | 2 - 3 | Svizzera             | 21-25, 25-18, 25-27, 25-19, 9-15  |
| 19 agosto 2023 Arena di Monza, Monza Durata: 1h:13 - Spettatori: 4 210   | Bulgaria             | 0 - 3 | Italia               | 16-25, 17-25, 13-25               |
| 21 agosto 2023 PalaRuffini, Torino Durata: 2h:07 - Spettatori: 750       | Bosnia ed Erzegovina | 2 - 3 | Romania              | 25-12, 24-26, 21-25, 25-21, 11-15 |
| 21 agosto 2023 PalaRuffini, Torino Durata: 2h:02 - Spettatori: 1 380     | Croazia              | 1 - 3 | Svizzera             | 19-25, 25-16, 22-25, 24-26        |
| 22 agosto 2023 PalaRuffini, Torino Durata: 2h:27 - Spettatori: 3 425     | Bulgaria             | 3 - 2 | Romania              | 26-24, 18-25, 25-17, 22-25, 15-12 |
| 22 agosto 2023 PalaRuffini, Torino Durata: 1h:24 - Spettatori: 4 210     | Italia               | 3 - 0 | Bosnia ed Erzegovina | 25-21, 25-17, 25-19               |
| 23 agosto 2023 PalaRuffini, Torino Durata: 1h:47 - Spettatori: 1 920     | Svizzera             | 1 - 3 | Bulgaria             | 25-21, 23-25, 17-25, 13-25        |
| 23 agosto 2023 PalaRuffini, Torino Durata: 1h:18 - Spettatori: 4 250     | Italia               | 3 - 0 | Croazia              | 25-23, 25-19, 25-17               |

##### Classifica
| Pos. | Squadra              | Pt | G | V | P | SV | SP | Ratio | PF  | PS  | Ratio |
| ---- | -------------------- | -- | - | - | - | -- | -- | ----- | --- | --- | ----- |
| 1.   | Italia               | 15 | 5 | 5 | 0 | 15 | 0  | MAX   | 375 | 261 | 1,436 |
| 2.   | Bulgaria             | 11 | 5 | 4 | 1 | 12 | 8  | 1,500 | 440 | 424 | 1,037 |
| 3.   | Romania              | 7  | 5 | 2 | 3 | 10 | 12 | 0,833 | 458 | 478 | 0,958 |
| 4.   | Svizzera             | 6  | 5 | 2 | 3 | 9  | 12 | 0,750 | 417 | 472 | 0,883 |
| 5.   | Bosnia ed Erzegovina | 5  | 5 | 2 | 3 | 9  | 13 | 0,692 | 456 | 463 | 0,984 |
| 6.   | Croazia              | 1  | 5 | 0 | 5 | 5  | 15 | 0,333 | 420 | 468 | 0,897 |

      Qualificata agli ottavi di finale.

#### Girone C

##### Risultati
| 17 agosto 2023 Burg-Wärchter Castello, Düsseldorf Durata: 1h:28 - Spettatori: 1 256 | Grecia      | 0 - 3 | Germania    | 19-25, 21-25, 27-29               |
| 18 agosto 2023 Burg-Wärchter Castello, Düsseldorf Durata: 1h:16 - Spettatori: 2 148 | Turchia     | 3 - 0 | Svezia      | 25-22, 25-18, 25-13               |
| 18 agosto 2023 Burg-Wärchter Castello, Düsseldorf Durata: 1h:13 - Spettatori: 1 150 | Azerbaigian | 3 - 0 | Rep. Ceca   | 25-21, 25-10, 25-15               |
| 19 agosto 2023 Burg-Wärchter Castello, Düsseldorf Durata: 2h:03 - Spettatori: 2 546 | Svezia      | 1 - 3 | Grecia      | 23-25, 25-19, 25-27, 22-25        |
| 19 agosto 2023 Burg-Wärchter Castello, Düsseldorf Durata: 1h:34 - Spettatori: 3 163 | Azerbaigian | 1 - 3 | Germania    | 13-25, 22-25, 25-12, 14-25        |
| 20 agosto 2023 Burg-Wärchter Castello, Düsseldorf Durata: 1h:32 - Spettatori: 750   | Grecia      | 0 - 3 | Rep. Ceca   | 21-25, 22-25, 17-25               |
| 20 agosto 2023 Burg-Wärchter Castello, Düsseldorf Durata: 1h:03 - Spettatori: 1 805 | Turchia     | 3 - 0 | Azerbaigian | 25-13, 25-13, 25-13               |
| 21 agosto 2023 Burg-Wärchter Castello, Düsseldorf Durata: 1h:52 - Spettatori: 1 570 | Rep. Ceca   | 1 - 3 | Turchia     | 23-25, 20-25, 25-20, 17-25        |
| 21 agosto 2023 Burg-Wärchter Castello, Düsseldorf Durata: 1h:42 - Spettatori: 2 850 | Germania    | 1 - 3 | Svezia      | 25-13, 16-25, 18-25, 18-25        |
| 22 agosto 2023 Burg-Wärchter Castello, Düsseldorf Durata: 2h:08 - Spettatori: 1 020 | Azerbaigian | 3 - 2 | Grecia      | 22-25, 25-19, 27-29, 25-18, 15-12 |
| 22 agosto 2023 Burg-Wärchter Castello, Düsseldorf Durata: 2h:24 - Spettatori: 1 670 | Germania    | 2 - 3 | Rep. Ceca   | 25-22, 25-23, 24-26, 20-25, 16-18 |
| 23 agosto 2023 Burg-Wärchter Castello, Düsseldorf Durata: 1h:23 - Spettatori: 1 800 | Grecia      | 0 - 3 | Turchia     | 24-26, 16-25, 26-28               |
| 23 agosto 2023 Burg-Wärchter Castello, Düsseldorf Durata: 1h:47 - Spettatori: 2 270 | Svezia      | 3 - 1 | Azerbaigian | 25-17, 17-25, 25-21, 25-18        |
| 24 agosto 2023 Burg-Wärchter Castello, Düsseldorf Durata: 1h:30 - Spettatori: 1 215 | Rep. Ceca   | 3 - 0 | Svezia      | 25-23, 25-20, 25-22               |
| 24 agosto 2023 Burg-Wärchter Castello, Düsseldorf Durata: 1h:19 - Spettatori: 2 560 | Turchia     | 3 - 0 | Germania    | 25-15, 25-20, 28-26               |

##### Classifica
| Pos. | Squadra     | Pt | G | V | P | SV | SP | Ratio  | PF  | PS  | Ratio |
| ---- | ----------- | -- | - | - | - | -- | -- | ------ | --- | --- | ----- |
| 1.   | Turchia     | 15 | 5 | 5 | 0 | 15 | 1  | 15,000 | 402 | 304 | 1,322 |
| 2.   | Rep. Ceca   | 8  | 5 | 3 | 2 | 10 | 8  | 1,250  | 395 | 405 | 0,975 |
| 3.   | Germania    | 7  | 5 | 2 | 3 | 9  | 10 | 0,900  | 414 | 421 | 0,983 |
| 4.   | Svezia      | 6  | 5 | 2 | 3 | 7  | 11 | 0,636  | 393 | 404 | 0,972 |
| 5.   | Azerbaigian | 5  | 5 | 2 | 3 | 8  | 11 | 0,727  | 383 | 403 | 0,950 |
| 6.   | Grecia      | 4  | 5 | 1 | 4 | 5  | 13 | 0,384  | 392 | 442 | 0,886 |

      Qualificata agli ottavi di finale.

#### Girone D

##### Risultati
| 16 agosto 2023 Saku Suurhall, Tallinn Durata: 1h:15 - Spettatori: 1 991 | Estonia     | 0 - 3 | Francia     | 8-25, 19-25, 21-25                |
| 17 agosto 2023 Saku Suurhall, Tallinn Durata: 1h:22 - Spettatori: 472   | Finlandia   | 0 - 3 | Slovacchia  | 20-25, 23-25, 16-25               |
| 17 agosto 2023 Saku Suurhall, Tallinn Durata: 1h:26 - Spettatori: 250   | Paesi Bassi | 3 - 0 | Spagna      | 25-23, 25-19, 25-21               |
| 18 agosto 2023 Saku Suurhall, Tallinn Durata: 1h:17 - Spettatori: 168   | Slovacchia  | 0 - 3 | Paesi Bassi | 20-25, 19-25, 19-25               |
| 18 agosto 2023 Saku Suurhall, Tallinn Durata: 2h:11 - Spettatori: 184   | Francia     | 3 - 2 | Spagna      | 22-25, 25-18, 23-25, 25-17, 15-10 |
| 19 agosto 2023 Saku Suurhall, Tallinn Durata: 1h:24 - Spettatori: 692   | Slovacchia  | 3 - 0 | Spagna      | 25-17, 26-24, 25-19               |
| 19 agosto 2023 Saku Suurhall, Tallinn Durata: 2h:30 - Spettatori: 3 812 | Estonia     | 2 - 3 | Finlandia   | 25-21, 20-25, 25-23, 20-25, 13-15 |
| 20 agosto 2023 Saku Suurhall, Tallinn Durata: 1h:26 - Spettatori: 1 247 | Francia     | 3 - 0 | Finlandia   | 25-22, 25-22, 25-14               |
| 20 agosto 2023 Saku Suurhall, Tallinn Durata: 1h:28 - Spettatori: 1 849 | Paesi Bassi | 3 - 0 | Estonia     | 25-8, 27-25, 25-19                |
| 21 agosto 2023 Saku Suurhall, Tallinn Durata: 1h:16 - Spettatori: 218   | Francia     | 3 - 0 | Slovacchia  | 25-21, 25-19, 25-12               |
| 21 agosto 2023 Saku Suurhall, Tallinn Durata: 2h:08 - Spettatori: 693   | Spagna      | 3 - 1 | Finlandia   | 25-17, 24-26, 26-24, 26-24        |
| 22 agosto 2023 Saku Suurhall, Tallinn Durata: 2h:02 - Spettatori: 533   | Paesi Bassi | 3 - 1 | Francia     | 25-23, 27-25, 21-25, 26-24        |
| 22 agosto 2023 Saku Suurhall, Tallinn Durata: 1h:54 - Spettatori: 2 579 | Estonia     | 1 - 3 | Slovacchia  | 26-24, 24-26, 9-25, 18-25         |
| 23 agosto 2023 Saku Suurhall, Tallinn Durata: 1h:23 - Spettatori: 448   | Finlandia   | 0 - 3 | Paesi Bassi | 18-25, 21-25, 17-25               |
| 23 agosto 2023 Saku Suurhall, Tallinn Durata: 1h:52 - Spettatori: 2 974 | Estonia     | 1 - 3 | Spagna      | 25-16, 21-25, 20-25, 17-25        |

##### Classifica
| Pos. | Squadra     | Pt | G | V | P | SV | SP | Ratio  | PF  | PS  | Ratio |
| ---- | ----------- | -- | - | - | - | -- | -- | ------ | --- | --- | ----- |
| 1.   | Paesi Bassi | 15 | 5 | 5 | 0 | 15 | 1  | 15,000 | 401 | 326 | 1,230 |
| 2.   | Francia     | 11 | 5 | 4 | 1 | 13 | 5  | 2,600  | 432 | 352 | 1,227 |
| 3.   | Slovacchia  | 9  | 5 | 3 | 2 | 9  | 7  | 1,285  | 361 | 346 | 1,043 |
| 4.   | Spagna      | 7  | 5 | 2 | 3 | 8  | 11 | 0,727  | 410 | 435 | 0,942 |
| 5.   | Finlandia   | 2  | 5 | 1 | 4 | 4  | 14 | 0,285  | 373 | 429 | 0,869 |
| 6.   | Estonia     | 1  | 5 | 0 | 5 | 4  | 15 | 0,266  | 363 | 452 | 0,803 |

      Qualificata agli ottavi di finale.

### Fase finale
|  | Ottavi di finale | Ottavi di finale | Ottavi di finale |  |  | Quarti di finale | Quarti di finale | Quarti di finale |         |   | Semifinali | Semifinali  | Semifinali |        |   | Finale          | Finale          | Finale          |  |
|  |                  |                  |                  |  |  |                  |                  |                  |         |   |            |             |            |        |   |                 |                 |                 |  |
|  | 1B               | Italia           | 3                |  |  |                  |                  |                  |         |   |            |             |            |        |   |                 |                 |                 |  |
|  | 4D               | Spagna           | 0                |  |  | 1B               | Italia           | 3                |         |   |            |             |            |        |   |                 |                 |                 |  |
|  | 2D               | Francia          | 3                |  |  | 2D               | Francia          | 0                |         |   |            |             |            |        |   |                 |                 |                 |  |
|  | 3B               | Romania          | 1                |  |  |                  |                  |                  |         |   | 1B         | Italia      | 2          |        |   |                 |                 |                 |  |
|  | 1C               | Turchia          | 3                |  |  |                  |                  | 1C               | Turchia | 3 |            |             |            |        |   |                 |                 |                 |  |
|  | 4A               | Belgio           | 1                |  |  | 1C               | Turchia          | 3                |         |   |            |             |            |        |   |                 |                 |                 |  |
|  | 2A               | Polonia          | 3                |  |  | 2A               | Polonia          | 0                |         |   |            |             |            |        |   |                 |                 |                 |  |
|  | 3C               | Germania         | 0                |  |  |                  |                  |                  |         |   | 1C         | Turchia     | 3          |        |   |                 |                 |                 |  |
|  | 1D               | Paesi Bassi      | 3                |  |  |                  |                  |                  |         |   |            |             | 1A         | Serbia | 2 |                 |                 |                 |  |
|  | 4B               | Svizzera         | 0                |  |  | 1D               | Paesi Bassi      | 3                |         |   |            |             |            |        |   |                 |                 |                 |  |
|  | 2B               | Bulgaria         | 3                |  |  | 2B               | Bulgaria         | 0                |         |   |            |             |            |        |   |                 |                 |                 |  |
|  | 3D               | Slovacchia       | 2                |  |  |                  |                  |                  |         |   | 1D         | Paesi Bassi | 1          |        |   | Finale 3º posto | Finale 3º posto | Finale 3º posto |  |
|  | 1A               | Serbia           | 3                |  |  |                  |                  | 1A               | Serbia  | 3 |            |             |            |        |   |                 |                 |                 |  |
|  | 4C               | Svezia           | 0                |  |  | 1A               | Serbia           | 3                |         |   |            |             |            |        |   | 1B              | Italia          | 0               |  |
|  | 2C               | Rep. Ceca        | 3                |  |  | 2C               | Rep. Ceca        | 1                |         |   | 1D         | Paesi Bassi | 3          |        |   |                 |                 |                 |  |
|  | 3A               | Ucraina          | 2                |  |  |                  |                  |                  |         |   |            |             |            |        |   |                 |                 |                 |  |

#### Ottavi di finale
| 26 agosto 2023 PalaWanny, Firenze Durata: 1h:19 - Spettatori: 3 800   | Francia     | 3 - 1 | Romania    | 25-23, 25-16, 21-25, 25-23        |
| 26 agosto 2023 PalaWanny, Firenze Durata: 1h:55 - Spettatori: 3 500   | Italia      | 3 - 0 | Spagna     | 25-23, 25-22, 25-19               |
| 27 agosto 2023 Palais 12, Bruxelles Durata: 1h:55 - Spettatori: 7 877 | Turchia     | 3 - 1 | Belgio     | 25-22, 16-25, 25-15, 32-30        |
| 27 agosto 2023 PalaWanny, Firenze Durata: 1h:11 - Spettatori: 1 750   | Paesi Bassi | 3 - 0 | Svizzera   | 25-17, 25-19, 25-12               |
| 27 agosto 2023 Palais 12, Bruxelles Durata: 1h:26 - Spettatori: 3 554 | Polonia     | 3 - 0 | Germania   | 25-22, 25-20, 26-24               |
| 27 agosto 2023 PalaWanny, Firenze Durata: 2h:07 - Spettatori: 2 050   | Bulgaria    | 3 - 2 | Slovacchia | 16-25, 17-25, 25-19, 25-20, 15-9  |
| 28 agosto 2023 Palais 12, Bruxelles Durata: 1h:10 - Spettatori: 690   | Serbia      | 3 - 0 | Svezia     | 25-17, 25-13, 25-16               |
| 28 agosto 2023 Palais 12, Bruxelles Durata: 2h:18 - Spettatori: 361   | Rep. Ceca   | 3 - 2 | Ucraina    | 25-22, 25-22, 20-25, 10-25, 15-12 |

#### Quarti di finale
| 29 agosto 2023 PalaWanny, Firenze Durata: 1h:10 - Spettatori: 3 000   | Paesi Bassi | 3 - 0 | Bulgaria  | 25-11, 25-13, 25-19        |
| 29 agosto 2023 PalaWanny, Firenze Durata: 1h:21 - Spettatori: 4 000   | Italia      | 3 - 0 | Francia   | 25-14, 29-27, 25-13        |
| 30 agosto 2023 Palais 12, Bruxelles Durata: 1h:24 - Spettatori: 7 562 | Turchia     | 3 - 0 | Polonia   | 25-23, 25-22, 25-18        |
| 30 agosto 2023 Palais 12, Bruxelles Durata: 1h:38 - Spettatori: 2 923 | Serbia      | 3 - 1 | Rep. Ceca | 24-26, 25-17, 25-11, 25-14 |

#### Semifinali
| 1º settembre 2023 Palais 12, Bruxelles Durata: 2h:05 - Spettatori: 8 011 | Turchia | 3 - 2 | Italia      | 18-25, 25-23, 15-25, 25-22, 15-6 |
| 1º settembre 2023 Palais 12, Bruxelles Durata: 1h:52 - Spettatori: 6 593 | Serbia  | 3 - 1 | Paesi Bassi | 25-21, 15-25, 25-22, 25-21       |

#### Finale 3º posto
| 3 settembre 2023 Palais 12, Bruxelles Durata: 1h:39 - Spettatori: 7 237 | Paesi Bassi | 3 - 0 | Italia | 25-23, 28-26, 25-20 |

#### Finale
| 3 settembre 2023 Palais 12, Bruxelles Durata: 2h:21 - Spettatori: 10 688 | Serbia | 2 - 3 | Turchia | 27-25, 21-25, 25-22, 22-25, 13-15 |

## Classifica finale
| Pos     | Squadra              | Rosa |
| ------- | -------------------- | --- |
| Oro     | Turchia              | Formazione: 1 Örge, 2 Aköz, 3 Özbay, 4 Vargas, 5 Aykaç, 6 Akman, 7 Baladın, 11 Cebecioğlu, 12 Şahin, 14 Erdem, 18 Güneş, 19 Kalaç, 22 Aydın, 99 Karakurt, CT: Santarelli                                                    |
| Argento | Serbia               | Formazione: 1 Buša, 2 Lazović, 4 Živković, 5 Popović, 9 Uzelac, 10 Ognjenović, 11 Kurtagić, 12 Pušić, 13 Bjelica, 14 Aleksić, 15 Stevanović, 16 Jegdić, 18 Bošković, 22 Lozo, CT: Guidetti                                  |
| Bronzo  | Paesi Bassi          | Formazione: 1 Knip, 3 H. Jasper, 4 Plak, 5 Knollema, 7 Lohuis, 10 van Aalen, 12 Bongaerts, 14 Dijkema, 16 Baijens, 18 M. Jasper, 19 Daalderop, 23 Timmerman, 25 Reesink, 26 Dambrink, 33 Marring, CT: Koslowski             |
| 4       | Italia               | Formazione: 1 Lubian, 2 Degradi, 4 Bosio, 7 Fersino, 8 Orro, 11 Danesi, 14 Pietrini, 15 Nwakalor, 17 Sylla, 18 Egonu, 19 Squarcini, 20 Parrocchiale, 21 Omoruyi, 24 Antropova, CT: Mazzanti                                 |
| 5       | Polonia              | Formazione: 1 Stenzel, 5 Kąkolewska, 6 Ganszczyk, 7 Bociek, 9 Stysiak, 10 Fedusio, 11 Łukasik, 12 Szczygłowska, 14 Wołosz, 22 Szlagowska, 26 Wenerska, 27 Pacak, 30 Różański, 95 Jurczyk, CT: Lavarini                      |
| 6       | Francia              | Formazione: 1 Cazaute, 2 Chouikh-Barbez, 3 Giardino, 4 Bauer, 9 Stojiljković, 11 Gicquel, 15 Sylves, 21 Elouga, 23 Olinga-Andela, 63 Respaut, 75 Diouf, 88 Rotar, 91 Bah, 99 Gelin, CT: Rousseaux                           |
| 7       | Bulgaria             | Formazione: 1 Stančulova, 2 Račkovska, 5 Jordanova, 6 Paskova, 8 Barakova, 9 Bečeva, 10 Todorova, 11 Krivošijska, 13 Paškuleva, 14 Săjkova, 16 Šahpazova, 17 Marinova, 23 Karabaševa, 28 Nikolova, CT: Micelli              |
| 8       | Rep. Ceca            | Formazione: 2 Hodanová, 3 Jedličková, 4 Pavlová, 7 Bukovská, 8 Koulisiani, 9 Digrinová, 10 Valková, 11 Dostálová, 15 Jehlářová, 16 Mlejnková, 19 Pelikánová, 22 Orvošová, 25 Brancuská, 61 Havelková, CT: Athanasopoulos    |
| 9       | Ucraina              | Formazione: 1 Milenko, 2 Karpec', 4 Lutsenko, 6 Nemceva, 7 Lidiaieva, 9 Oliinyk, 14 Velykokon', 16 Maievska, 17 Khober, 19 Danchak, 23 Dymar, 24 Černucha, 26 Kotar, 29 Kodola, CT: Petkov                                  |
| 10      | Slovacchia           | Formazione: 1 Abrhámová, 2 Koseková, 6 Palgutová, 7 Španková, 10 Herelová, 13 Ovečková, 14 Hrušecká, 15 Fričová, 18 Šunderlíková, 19 Körmendyová, 20 Šepeľová, 21 Návratová, 22 Žernovič, 24 Magdinová, CT: Mašek           |
| 11      | Romania              | Formazione: 1 Ariton, 2 Vereș, 3 Buterez, 5 Ioan, 6 Albu, 7 Inneh-Varga, 8 Radu, 9 Axinte, 11 Matei, 14 Roman, 15 Miclăuș, 18 Vîrlan, 19 Budăi-Ungureanu, 21 Zadorojnai, CT: Hernández                                      |
| 12      | Germania             | Formazione: 2 Kästner, 3 Cesar, 4 Pogany, 5 Glaab, 6 Stautz, 9 Alsmeier, 10 Stigrot, 12 Orthmann, 14 Schölzel, 16 Cekulaev, 17 Weihenmaier, 21 Weitzel, 22 Strubbe, 25 Maase, CT: Heynen                                    |
| 13      | Spagna               | Formazione: 1 Priante, 2 Mavrommatis, 5 Martínez, 7 Piza, 8 García, 9 Aranda, 11 de Paula, 12 Varela, 13 Llabrés, 15 Prol, 16 Schlegel, 18 Jiménez, 22 Lázaro, 28 Camino, CT: Saurín                                        |
| 14      | Svizzera             | Formazione: 4 De Micheli, 5 Petitat, 6 Matter, 7 Pierret, 8 Sulser, 11 Storck, 14 L. Künzler, 15 Eichler, 16 Mottis, 17 Lengweiler, 18 Wassner, 19 Mico, 21 Engel, 22 J. Künzler, CT: Bertolacci                            |
| 15      | Belgio               | Formazione: 2 Van Sas, 3 Herbots, 4 Lemmens, 7 Van Gestel, 9 Demeyer, 10 Martin, 12 Krenicky, 13 Janssens, 15 Van de Vyver, 18 Rampelberg, 19 Van Avermaet, 21 Stragier, 22 Koulberg, 23 Debouck, CT: Vansnick              |
| 16      | Svezia               | Formazione: 1 Arrestad, 3 L. Andersson, 4 Wasserfaller, 9 R. Lazić, 10 I. Haak, 11 A. Lazić, 12 Gustafsson, 13 Brink, 14 Hellvig, 16 V. Andersson, 17 A. Haak, 18 Nilsson, 21 Larsson, 25 E. Andersson, CT: Hakala          |
| 17      | Azerbaigian          | Formazione: 2 Dorošenko, 3 Ruban, 5 O. Əliyeva, 6 Əbdüləzimova, 7 Charčenko, 9 Bashnakova, 10 Mertsalova, 11 A. Kərimova, 14 Besman, 16 I. Karimova, 17 Rahimova, 19 B. Əliyeva, 20 Stepanenko, 22 Kiryliuk, CT: Güneyligil |
| 18      | Bosnia ed Erzegovina | Formazione: 1 Paradžik, 2 Zekić, 3 Božić, 4 Brašnić, 5 Isanović, 7 Radišković, 9 Begić, 10 Lasić, 11 Selimović, 12 Ivković, 13 Biberdžić, 17 Bošković, 18 Stevanović, 22 Đukič, CT: Ljubičić                                |
| 19      | Grecia               | Formazione: 1 Anthoulī, 2 Artakianou, 3 Tontaï, 4 Spanou, 5 Nikologiannī, 7 Lamprousī, 8 Kalantatze, 9 Kakouratou, 11 Kōnstantinidou, 12 Strantzalī, 14 Terzoglou, 15 Baka, 18 Xanthopoulou, 21 Tsitsigiannī, CT: Öçal      |
| 20      | Slovenia             | Formazione: 1 Mlakar, 3 Pogačar, 4 Pucelj, 5 Lorber Fijok, 8 Zatkovič, 9 Šiftar, 10 Najdič, 11 Velikonja, 13 Milošič, 14 Boisa, 15 Mazej, 18 Planinšec, 20 Banko, 27 Ramić, CT: Bonitta                                     |
| 21      | Finlandia            | Formazione: 3 Rekola, 5 Kokkonen, 8 Alanko, 9 Aronen, 10 Häkkinen, 11 Pöllänen, 12 Korhonen, 13 Kääntä, 14 Laakkonen, 15 Öhman, 16 Laaksonen, 17 Lindgren, 19 Lehto, 20 Bjärregård-Madsen, CT: Buser                        |
| 22      | Croazia              | Formazione: 1 Antunović, 2 Mihaljević, 3 Strunjak, 4 Butigan, 6 Deak, 9 Mlinar, 10 Karatović, 11 Strize, 12 Marković, 14 Šamadan, 15 Trcol, 17 Kovčo, 19 Štimac, 22 Freund, CT: Akbaş                                       |
| 23      | Estonia              | Formazione: 1 Peit, 4 Miilen, 5 Kullerkann, 7 E. Hollas, 8 S. Hollas, 11 Laak, 12 Leenurm, 13 Pertens, 14 Paalo, 16 Kibbermann, 17 Vahula, 19 Kullerkann, 20 Põld, 21 Kangro, CT: Orefice                                   |
| 24      | Ungheria             | Formazione: 1 Vezsenyi, 2 Tóth, 5 Kump, 6 Glemboczki, 7 Török, 8 Pekárik, 10 Berkó, 13 Németh, 14 Kiss, 16 Petőváry, 19 Pintér, 21 Boskó, 22 Kertész, 23 Lászlop, CT: Chiappini                                             |

|  |  |  | Qualificata al campionato mondiale 2025. |

## Premi individuali
| Premio                 | Nome              | Squadra |
| ---------------------- | ----------------- | ------- |
| MVP                    | Melissa Vargas    | Turchia |
| Miglior palleggiatrice | Cansu Özbay       | Turchia |
| Miglior opposto        | Melissa Vargas    | Turchia |
| Miglior schiacciatrice | Ebrar Karakurt    | Turchia |
| Miglior schiacciatrice | Magdalena Stysiak | Polonia |
| Miglior centrale       | Zehra Güneş       | Turchia |
| Miglior centrale       | Marina Lubian     | Italia  |
| Miglior libero         | Gizem Örge        | Turchia |

## Statistiche
| Rendimento individuale | Rendimento individuale  | Rendimento individuale | Rendimento individuale |
| Pos.                   | Nome                    | Punti                  | Squadra                |
| ---------------------- | ----------------------- | ---------------------- | ---------------------- |
| 1                      | Tijana Bošković         | 229                    | Serbia                 |
| 2                      | Melissa Vargas          | 201                    | Turchia                |
| 3                      | Isabelle Haak           | 151                    | Svezia                 |
| 4                      | Magdalena Stysiak       | 137                    | Polonia                |
| 5                      | Radostina Marinova      | 124                    | Bulgaria               |
| 5                      | Ebrar Karakurt          | 124                    | Turchia                |
| 7                      | Lucille Gicquel         | 114                    | Francia                |
| 8                      | Adelina Budăi-Ungureanu | 112                    | Romania                |
| 9                      | Nika Daalderop          | 110                    | Paesi Bassi            |
| 9                      | Elizabet Inneh-Varga    | 110                    | Romania                |

| Attacchi vincenti | Attacchi vincenti       | Attacchi vincenti | Attacchi vincenti |
| Pos.              | Nome                    | Punti             | Squadra           |
| ----------------- | ----------------------- | ----------------- | ----------------- |
| 1                 | Tijana Bošković         | 199               | Serbia            |
| 2                 | Melissa Vargas          | 176               | Turchia           |
| 3                 | Isabelle Haak           | 127               | Svezia            |
| 4                 | Magdalena Stysiak       | 122               | Polonia           |
| 5                 | Radostina Marinova      | 113               | Bulgaria          |
| 6                 | Elizabet Inneh-Varga    | 102               | Romania           |
| 7                 | Ebrar Karakurt          | 101               | Turchia           |
| 8                 | Adelina Budăi-Ungureanu | 99                | Romania           |
| 9                 | Nika Daalderop          | 89                | Paesi Bassi       |
| 9                 | Maja Storck             | 89                | Svizzera          |

| Muri vincenti | Muri vincenti        | Muri vincenti | Muri vincenti |
| Pos.          | Nome                 | Punti         | Squadra       |
| ------------- | -------------------- | ------------- | ------------- |
| 1             | Amandha Sylves       | 29            | Francia       |
| 2             | Agnieszka Kąkolewska | 22            | Polonia       |
| 3             | Zehra Güneş          | 21            | Turchia       |
| 3             | Eda Erdem            | 21            | Turchia       |
| 5             | Marlies Janssens     | 20            | Belgio        |
| 6             | Božana Butigan       | 19            | Croazia       |
| 7             | Indy Baijens         | 18            | Paesi Bassi   |
| 8             | Maja Aleksić         | 17            | Serbia        |
| 8             | Petja Barakova       | 17            | Bulgaria      |
| 10            | Eszter Pekárik       | 16            | Ungheria      |
| 10            | Ekaterina Antropova  | 16            | Italia        |
| 10            | Juliët Lohuis        | 16            | Paesi Bassi   |
| 10            | Mira Todorova        | 16            | Bulgaria      |

| Battute vincenti | Battute vincenti    | Battute vincenti | Battute vincenti |
| Pos.             | Nome                | Punti            | Squadra          |
| ---------------- | ------------------- | ---------------- | ---------------- |
| 1                | Melissa Vargas      | 19               | Turchia          |
| 2                | Ekaterina Antropova | 18               | Italia           |
| 3                | Isabelle Haak       | 17               | Svezia           |
| 4                | Lucille Gicquel     | 15               | Francia          |
| 4                | Tijana Bošković     | 15               | Serbia           |
| 6                | Ebrar Karakurt      | 13               | Turchia          |
| 7                | Lucía Varela        | 12               | Spagna           |
| 7                | Marina Lubian       | 12               | Italia           |
| 9                | Christina Bauer     | 11               | Francia          |
| 9                | Juliët Lohuis       | 11               | Paesi Bassi      |
| 9                | Iarina Axinte       | 11               | Romania          |